# Khorramdeh-e Gharbī
Khorramdeh-e Gharbī (persiska: Kharakī-ye Barbarhā, خرکی بربرها, خرم ده غربی) är en ort i Iran.   Den ligger i provinsen Nordkhorasan, i den nordöstra delen av landet, 500 km öster om huvudstaden Teheran. Khorramdeh-e Gharbī ligger 527 meter över havet och antalet invånare är 618.
Terrängen runt Khorramdeh-e Gharbī är varierad. Runt Khorramdeh-e Gharbī är det ganska glesbefolkat, med 27 invånare per kvadratkilometer. Närmaste större samhälle är Kūshkī Torkaman, 6,3 km väster om Khorramdeh-e Gharbī. Omgivningarna runt Khorramdeh-e Gharbī är i huvudsak ett öppet busklandskap.